# Каран Дончев
Каран Димитров Дончев е български журналист и редактор от ХХ век. Издател на вестник „Български Запад“. Член на Съюза на професионалните провинциални журналисти. През 1949 г. е осъден от Народния съд като автор на различни статии.

## Биография и творчество

### Ранни години
Каран Дончев е роден на 28 ноември 1911 г. в Пазарджик, в семейството на Димитър Дончев и Олга Каролеева. Олга е дъщеря на Михаил Каролеев, чието име се свързва със Западните покрайнини. На 5 – 6 години е живял в Цариброд.
Започва да учи в родния си град Пазарджик, но го изключват и продължава да учи в Русе, Варна и София – Свободен университет. За леви идеи е изключен от Пазаджишкото училище и завършва образованието си в Русе – Мъжката гимназия „Цар Борис ІІІ“ – 1929 – 1930 г.
След като се дипломира, отива при баща си в Пловдив, но не остава дълго при него и оттам отива в София.
По-късно следва право в Белград 1937 – 38 г.

### Връзка с кръга „Звено“
От есента на 1933 г. в София стажува в редакцията на в. „Демократически сговор“ и помощник-редактор на в. „Млада България“ – орган на Младежкия съюз на Движението (до 13 април 1934 г.).
Администратор в сп. „Бразди“ (орган на „Звено“) 14 март – август 1936 г.
Симпатизант на кръга „Звено“ и секретар на Кимон Георгиев.
През март 1936 г. пише и разпространява позиви против смъртната присъда на генерал Дамян Велчев, за което е арестуван и разпитван в полицията.
Съден на 25 години през 1936 г. по чл. 7 от Закона за защита на държавата и осъден на 1 година и осем месеца затвор, като по време на процеса поема цялата отговорност върху себе си и дава възможност другарите му да бъдат освободени. Политическата му дейност става причина да емигрира през 1936 г. в Югославия по нелегален канал устроен от кръга „Звено“. Амнистиран е 1937 г., след раждането на престолонаследника Симеон Сакскобургготски и остава емигрант до края на 1938 г.

### Редактор по контрола на печата

#### Работа в Дирекция на Обновата (1935 г.)
Редактор по контрола на печата при Дирекцията на Обновата (16 февруари – 1 април 1935 г.), преназначен за околийски деятел на Обновата за Сливенска околия от 2 април 1935 г. до 7 юли 1935 г. – до датата на закриване на Дирекция на Обновата.

#### Работа в Дирекция на Националната Пропаганда (1941 – 1944 г.)
През май 1941 г. постъпва на работа като журналист в Дирекцията на Националната Пропаганда, а през 1943 г. е бил назначен за началник на провинциалния печат при същата дирекция.

### Журналистическа дейност
Съиздател на седмичен вестник „Всичко за всички“ до бр. 7 (ноември 1935 г.) – един първоначален опит за създаване на български магазинен вестник. Също така, списва и във вестниците „Вечер“ и „Днес“. Сътрудничи и на белградския в. „Политика“ след 1937 – 39 г., на в. „Шуменски вести“ 1941 – 43 г., на сп. „Административно развитие“ 1942 г. Държи сказки по Българското радио 1942 г.
Член на Съюза на провинциалните професионални журналисти до изключването му на 24 декември 1944 г.
Подписва литературната си дейност с псевдонимите – Кардон, Остен и др.
Работи като преводач от сърбохърватски през Втората световна война 1944 – 45 и към колектив „Полиглот“ (1 май 1950 – 31 май 1951).

#### Издател на вестник „Български Запад“ (1941 – 1944 г.)
Издател и редактор на регионален (за територията на Цариброд, Пирот, Трън, Босилеград и Бабушница) седмичен вестник: „Български запад“ 1942 – 44 г. (издадени са 88 броя).

### Присъда от Народния съд (1949 г.)
На 37 години, заради поредица от статии, публикувани във вестниците преди 9 септември 1944 г.:
- Крепостта Европа – в. „Днес“, бр. 960 от 5 юли 1943 г.,
- Българското работничество на фронта на държавата – в. „Вечер“, бр. 750 от 1942 г.,
- Една година независима Хърватска държава – в. „Вечер“ бр. 592 от 1942 г.,
- Вчерашното тържество в Цариброд – в. „Вечер“, бр. 595 от 1942 г.,
- България на труда – в. „Нова вечер“, бр750 от 1942 г. и други,
- както и за издаването на вестник „Български запад“ в периода 1941 – 44 г., е осъден от Народния съд с присъда №426а от 14 юни 1949 г. заедно с Йордан Мечкаров, Георги Ацев и Владимир Торньов – за това че „със своите писания, слово и действия са допринесли дейно и съществено за извършване и провеждане на деянията посочени в чл. 2 п.п.1 – 9 от Наредба-закон за съдене от Народен съд виновниците за въвличане на България в Световната война срещу съюзените народи“ на 2 г. затвор.

Въпреки обжалването на това решение, Каран Дончев излежава присъдата в Софийския затвор от 13 август 1949 г. до 3 април 1950 г.

### Пчеларски издания (1954 – 1959 г.)
В средата на 50-те години на 20 век (1954 – 1959 г.), е редактор на бюлетин „Пчела“, издание на пчеларското дружество „Нектар“ - София. През 1958 г. под негова редакция излиза „Ръководство по Практическо Пчеларство“, Библиотека „Тишина“, в съавторство с проф. Ал. Тошков и д-р Ст. Недялков.
Съавтор на специализирана литература – 1956, 1958 и 1971.

### Последни години
На 15 декември 1985 г. почива в дома си в София на 74-годишна възраст.